# Favolaschia alsophilae
Favolaschia alsophilae es una especie de hongos basidiomicetos de la familia Mycenaceae, del orden  Agaricales.